# Lijst van gemeenten in Zonguldak
Onderstaande lijst bevat alle gemeenten (2000) in de Turkse provincie Zonguldak.
| District  | Gemeente      |
| --------- | ------------- |
| Alaplı    | Alaplı        |
| Alaplı    | Gümeli        |
| Çaycuma   | Çaycuma       |
| Çaycuma   | Filyos        |
| Çaycuma   | Karapınar     |
| Çaycuma   | Nebioğlu      |
| Çaycuma   | Perşembe      |
| Çaycuma   | Saltukova     |
| Devrek    | Çaydeğirmeni  |
| Devrek    | Devrek        |
| Devrek    | Eğerci        |
| Devrek    | Özbağı        |
| Gökçebey  | Bakacakkadı   |
| Gökçebey  | Gökçebey      |
| Gökçebey  | Hacımusa      |
| Ereğli    | Gökçeler      |
| Ereğli    | Gülüç         |
| Ereğli    | Güneşli       |
| Ereğli    | Kandilli      |
| Ereğli    | Ereğli        |
| Ereğli    | Ormanlı       |
| Ereğli    | Öğberler      |
| Zonguldak | Beycuma       |
| Zonguldak | Çatalağzı     |
| Zonguldak | Elvanpazarcık |
| Zonguldak | Gelik         |
| Zonguldak | Karaman       |
| Zonguldak | Kilimli       |
| Zonguldak | Kozlu         |
| Zonguldak | Muslu         |
| Zonguldak | Sivriler      |
| Zonguldak | Zonguldak     |